# ملعب لا غرانجا
ملعب لا غرانجا (بالإنجليزية: Estadio La Granja)‏ هو ملعب كرة قدم يقع في كوريكو، تشيلي، يتسع لـ 8,000 متفرج.

## التاريخ
افتتح الملعب في 1949. كانت تكلفة إنشاء الملعب 3.715.997.061 بيزو.